# Ненсі Ейс
Мая Коноваленко (нар. 17 листопада 1994, Київ, Україна), відома як Ненсі Ейс (англ. Nancy Ace) та Ненсі Ей (Nancy A) — українська порноакторка й еротична фотомодель. 

## Життєпис
До потрапляння в порноіндустрію змінила кілька місць роботи, зокрема працювала продавчинею, нянею і кондукторкою в автобусі. 
У 18 років вперше знялася оголеною. Зніматися в порнофільмах почала в 2014 році. Першими зйомками стали сцени мастурбації для сайту Nubiles.net. Знімається в першу чергу соло та в лесбійському порно з європейськими акторками. У гетеро-сценах знімається виключно зі своїм чоловіком Мартіном Стайном англ. Martin Stein. 
У травні 2018 року в сцені для студії Tushy під назвою Anal With A Millionaire, яка пізніше увійшла до складу фільму Anal Models 4, вперше взяла участь в анальному сексі.
Знімається для порностудій і сайтів Babes, DDF, Evil Angel, LetsDoeIt.com, MET-Art, Nubile Films, Nubiles.net, Porndoe Premium, Sexyhub.com, Vixen і багатьох інших.
Влітку 2018 з'явилася на обкладинці ювілейного спецвидання порножурналу Hustler. Через деякий час знову з'являється на обкладинці Hustler, для листопадового випуску в якості моделі місяця (Honey of the Month).
Знялась у фотосесії до книжки «15» українського арт-ню фотографа Руслана Лобанова.
На початку повномасштабного вторгнення Росії в Україну, 24 лютого 2022 року, публічно висловила підтримку Україні та сказала, що зі свого боку буде «фінансово підтримувати нашу [українську] армію та молитися».
Володіє українською, англійською, російською мовами.
За даними Internet Adult Film Database на березень 2023 року, знялася в понад 370 порнофільмах та сценах.

## Нагороди та номінації
| Рік  | Нагорода             | Результат | Категорія | Фільм                               |
| ---- | -------------------- | --------- | --- | ----------------------------------- |
| 2018 | Pornhub Award        | Номінація | Більш реальна, ніж сама реальність — найкращий виконавець у віртуальній реальності                            | Н/Д                                 |
| 2018 | XBIZ Europa Award    | Номінація | Найкраща сцена сексу — гламкор (разом з Мартіном Стайном)                                                     | Billionaire Hook-up                 |
| 2019 | AVN Award            | Номінація | Найкраща лесбійська сцена в іноземному фільмі (разом з Фоксі Блек)                                            | More Than Girlfriends 2             |
| 2019 | Little Caprice Award | Номінація | Найкраща еротична модель                                                                                      | Н/Д                                 |
| 2019 | XBIZ Europa Award    | Перемога  | Лесбійський фільм року (разом з Паулою Шай, Лореною Гарсією, Сейбрісс, Іззі Дельфін, Трейсі Ґолд і Кірою Зен) | White Boxxx 3                       |
| 2019 | XBIZ Europa Award    | Номінація | Найкраща сцена сексу — лесбійський фільм (разом з Сейбрісс)                                                   | White Boxxx 3                       |
| 2019 | XBIZ Europa Award    | Номінація | Найкраща сцена сексу — лесбійський фільм (разом з Розаліною Розою)                                            | Wife Tales: Shower Fun              |
| 2020 | XBIZ Europa Award    | Номінація | Найкраща сцена сексу — лесбійський фільм (разом з Лією Сільвер)                                               | Stunning Lesbians in Intense Action |
| 2020 | XBIZ Europa Award    | Номінація | Найкраща сцена сексу — лесбійський фільм (разом з Літтл Капріс)                                               | Vienna                              |
| 2021 | XBIZ Europa Award    | Номінація | Найкраща сцена сексу — гламкор (разом з Мартіном Стайном)                                                     | Mystery                             |

## Вибрана фільмографія
- 2016 — A Porndoe Premium XXXmas
- 2017 — Just You and Me
- 2018 — Covergirls Blonde Seduction
- 2018 — Erotic Moments: Woman to Woman
- 2018 — I Fuck Myself
- 2018 — Maneater
- 2018 — Perfect Gonzo's Sapphic Erotica 10
- 2018 — Showtime
- 2018 — Summer Sapphic Seductions
- 2019 — A Girl Knows 27
- 2019 — Anal Models 4
- 2019 — Lust Unleashed 14
- 2019 — Natural Beauties 12
- 2019 — Secrets of the Pussy
- 2019 — The White Boxxx 3
- 2019 — Wife Tales: Shower Fun

### Інтерв'ю
- Rocco Goes LIVE with Nancy Ace! на YouTube (англ.) [інтерв'ю Рокко Сіффреді[en] у подкасті Roccos World]